# Tommy Maddox
Thomas Alfred Maddox, detto Tommy (Shreveport, 2 settembre 1971), è un ex giocatore di football americano statunitense che ha giocato nel ruolo di quarterback nella National Football League (NFL), nella Arena Football League (AFL) e nella X Football League (XFL). Fu scelto dai Denver Broncos nel primo giro del Draft NFL 1992. Al college giocò a football a UCLA.

## Carriera professionistica
Maddox fu scelto dai Denver Broncos come 25º assoluto nel Draft 1992 per essere il titolare del futuro dei Broncos dopo il ritiro della loro stella John Elway. Giocò tuttavia una mediocre annata da rookie in cui fu utilizzato sporadicamente. Prima della stagione 1994 fu scambiato coi Los Angeles Rams e in seguito fece parte dei roster di New York Giants, Jacksonville Jaguars e Atlanta Falcons. Maddox giocò sotto la direzione dell'allenatore Dan Reeves con Broncos, Giants e Falcons.
Dopo essere stato svincolato da Atlanta nel 1997, Maddox divenne un agente assicurativo, prima di fare ritorno nel football professionistico contro i New Jersey Red Dogs della Arena Football League nel 2000. In seguito divenne il quarterback titolare dei Los Angeles Xtreme della XFL, una lega esistita per una sola stagione nel 2001. Con gli Xtreme, Maddox guidò la squadra al Million Dollar Game championship, venendo premiato come miglior giocatore della stagione. In seguito quell'anno firmò con i Pittsburgh Steelers. Dopo essere partito come riserva di Kordell Stewart, Maddox divenne il loro quarterback titolare nel 2002, guidandoli a un record di 10-5 e alla qualificazione ai playoff. Per le sue prestazioni quell'anno fu premiato come Comeback Player of the Year. Dopo una stagione con un record di 6-10 nel 2003, Maddox tornò ad essere il quarterback di riserva nel 2004, quando la squadra scelse il futuro Pro Bowler Ben Roethlisberger. In quel ruolo, Maddox vinse un anello del Super Bowl con Pittsburgh che trionfò nel Super Bowl XL nel 2005. Quella fu la sua ultima stagione da professionista.

## Palmarès

### Franchigia
- X Football League: 1

Los Angeles Xtreme: 2001
- American Football Conference Championship: 1

Pittsburgh Steelers: 2005
- Super Bowl : 1

Pittsburgh Steelers: XL

### Individuale
- Giocatore dell'anno della XFL: 1

2001
- NFL Comeback Player of the Year Award: 1

2002

## Statistiche
| Yard passate  | 8.087 |
| Touchdown     | 48    |
| Intercetti    | 54    |
| Passer rating | 72,4  |